# Pabellón Harcha Hassan
El Pabellón Harcha Hassen es una arena localizada en la ciudad de Argel, la capital del país africano de Argelia. La capacidad del recinto deportivo es de aproximadamente 8000 espectadores. Es sede de eventos deportivos bajo techo como los del balonmano, baloncesto, voleibol y acoge los partidos de casa del equipo local GS Pétroliers. También ha sido sede de numerosas competiciones internacionales.